# Manuel de la Sierra
Manuel de la Sierra Bustamante (ur. 25 marca 1897 w Jerez de la Frontera, zm. 10 października 1962 w Bañares) – hiszpański generał brygady. Uczestnik zawodów o balonowy Puchar Gordona Bennetta w 1923 roku.

## Życiorys
Był synem Ramóna de la Sierra Agüera i Josefy Bustamante Piuna. 9 stycznia 1914 roku wstąpił do Escuela Naval Militar w San Fernando, a w styczniu 1916 roku do Guardia Marina. Służył na okrętach wojennych awansując do stopnia podporucznika. W styczniu 1921 roku przeszedł badania lekarskie przed rozpoczęciem nauki w Escuela de Aeronáutica Naval. Na początku kwietnia rozpoczął szkolenie lotnicze. W październiku testował balony na uwięzi. W 1922 roku brał udział w walkach podczas wojny w Maroku przeciwko Republice Rifu, za co w styczniu 1923 roku otrzymał Medal Marokański (Medalla de Marruecos con pasadores de Tetuán y Melilla), a w maju Krzyż Zasługi Morskiej z odznaką czerwoną. W 1923 roku wziął udział w zawodach o balonowy Puchar Gordona Bennetta. We wrześniu 1924 roku wyjechał do Londynu, gdzie przez rok studiował aeronautykę w Imperial College of Science and Technology w Kensington. W 1926 roku został przydzielony do Escuela de Aeronáutica Naval jako pilot sterowca. W styczniu 1928 roku został kierownikiem warsztatów w Escuela de Aeronáutica Naval. W 1930 roku awansował na kapitana (capitán de corbeta) i został mianowany profesorem tymczasowym aerostación y dirigibles (balony i sterowce) w Escuela Superior de Aerotecnia oraz zastępcą dyrektora w Escuela de Aeronáutica Naval. W czerwcu 1931 roku został mianowany profesorem w Escuela de Aeronáutica Naval, a później jej dyrektorem. Funkcję tę pełnił z przerwami do lipca 1935 roku.
Podczas hiszpańskiej wojny domowej stanął po stronie nacjonalistów. W 1937 roku pełnił funkcję łącznika z Legionem Condor, a od września 1938 roku z Armią Północną. W marcu 1939 roku awansował na stanowisko kapitana fregaty. W maju 1940 roku po zwolnieniu z Marynarki Wojennej został członkiem Korpusu Inżynierów Lotniczych. Od lipca 1940 do końca 1941 roku pełnił funkcję attaché lotniczego ambasady Hiszpanii w Waszyngtonie, a od października 1942 roku do listopada 1944 roku ambasady Hiszpanii w Buenos Aires. Po zakończeniu II wojny światowej pełnił funkcje administracyjne. Po wypadku samochodowym w maju 1948 roku został odznaczony Medalla de Sufrimientos por la Patria (medalem za cierpienie dla Ojczyzny). W październiku 1950 roku został mianowany szefem lotnictwa w Sewilli i funkcję tę pełnił do 29 października 1959 roku. Po awansie na generała brygady Korpusu Inżynierów Lotniczych został zastępcą inspektora technicznego w Dyrekcji Generalnej portów lotniczych w Ministerstwie Lotnictwa. Od czerwca października 1962 roku pełnił funkcję dyrektora generalnego portów lotniczych.

## Udział w zawodach o Puchar Gordona Bennetta
23 września 1923 roku z porucznikiem Julio Guillénem Tato bierze w Brukseli udział w zawodach o Puchar Gordona Bennetta na balonie Hesperia. Zawody rozegrano w trudnych warunkach, padał deszcz i wiał silny wiatr. Hesperia ląduje w Holandii po locie na odległość 325 km i zajmuje 4 miejsce. 24 lutego 1924 roku zostaje odznaczony Krzyżem Zasługi Morskiej z odznaką czerwoną. Zawody miały tragiczny przebieg. Zginęło 5 zawodników, w tym jeden hiszpański.